# Liste des œuvres de Hans Memling
Cette page dresse la liste des œuvres du peintre Hans Memling :

## Grands retables
| Tableau | Titre                                                                | Date                         | Matériaux et dimensions | Lieu d’exposition |
| ------- | -------------------------------------------------------------------- | ---------------------------- | --- | --- |
|         | Polyptyque Hulin de Loo Attribution discutée                         | 1463                         | Huile sur panneau Nativité : 58,5 × 50 cm Adoration des Mages : 60 × 55 cm Présentation au Temple: 59,5 × 48,5 cm Fuite en Égypte : 57,5 × 50,5 cm | Nativité : Birmingham Museum and Art Gallery Adoration des Mages : Musée du Prado Présentation au Temple: National Gallery of Art Fuite d’Égypte : Glasgow Museum of Art |
|         | Le Jugement dernier                                                  | 1466-1473                    | Huile sur panneau 221 × 161 cm (central) 223,5 × 72,5 cm (volets)                                                                                  | Musée Narodowe, Gdansk |
|         | Triptyque de Jan Crabbe                                              | 1467-1470                    | Huile sur panneau Annonciation : 83 × 53 cm Panneau central : 58,2 × 27,5 cm Volets latéraux : 81 × 30 cm                                          | Annonciation : Groeningemuseum Panneau central : Palais Chiericati Volets latéraux : Pierpont Morgan Library, New York.                                                  |
|         | Triptyque du Prado ou Triptyque de l'Adoration des Mages             | 1470                         | Huile sur panneau 95 × 271 cm | Musée du Prado, Madrid |
|         | Triptyque de Budapest Attribution discutée                           | seconde moitié du XVe siècle | Huile sur panneau 56 × 63 cm (panneau central) 58,2 × 27,5 cm (volets)                                                                             | Musée des beaux-arts de Budapest |
|         | Scènes de la Passion du Christ                                       | 1470                         | Huile sur panneau 92,2 × 56,7 cm | Galerie Sabauda, Turin |
|         | Diptyque de saint Jean l'Évangéliste et sainte Véronique             | 1470-1475                    | Huile sur panneau 30,2 × 23 cm (chaque volet) | Saint Jean l'Évangéliste à l'Alte Pinakothek, Munich Sainte Véronique à la National Gallery d'Art de Washington                                                          |
|         | Diptyque de Grenade                                                  | 1475                         | Huile sur panneau 51,5 × 36,5 cm | Capilla Real de Granada |
|         | Diptyque de Jean de Cellier                                          | 1475                         | Huile sur panneau 25 × 15 cm | Musée du Louvre |
|         | Triptyque du Repos pendant la fuite en Égypte                        | 1475-1480                    | Huile sur panneau 47 × 26 cm | Musée du Louvre |
|         | Triptyque Donne                                                      | 1478                         | Huile sur panneau 71 × 69 cm (central) 70,5 × 30,5 cm (chaque volet)                                                                               | National Gallery de Londres |
|         | Le Mariage mystique de sainte Catherine                              | 1479                         | Huile sur panneau 173,6 × 173,7 cm | Musée Memling, Bruges |
|         | Triptyque de Jan Floreins (en) ou Triptyque de l'Adoration des mages | 1479                         | Huile sur panneau 48,5 × 106 cm (central) 48 × 25 cm (chaque volet)                                                                                | Musée Memling, Bruges |
|         | Triptyque d'Adriaan Reins (en)                                       | 1480                         | Huile sur panneau 44 × 64 cm (central) 44 × 14 cm (chaque volet)                                                                                   | Musée Memling, Bruges |
|         | Avènement et triomphe du Christ ou Les Joies de la Vierge            | 1480                         | Huile sur panneau 81 × 189 cm | Alte Pinakothek, Munich |
|         | Diptyque de Munich                                                   | 1480                         | Huile sur panneau 40 × 29 cm (chaque volet) | Alte Pinakothek, Munich |
|         | Saint Estève et saint Chritophe                                      | 1480                         | Huile sur panneau 48 × 17 cm (chaque volet) | Musée d'art de Cincinnati (Ohio) |
|         | Panneaux de Londres                                                  | 1480                         | Huile sur panneau 56 × 17 cm (chaque volet) | National Gallery de Londres |
|         | Triptyque Moreel                                                     | 1484                         | Huile sur panneau 121 × 291,5 cm (central) 121 × 69 cm (chaque volet)                                                                              | Groeningemuseum, Bruges |
|         | Triptyque de Vienne                                                  | 1485                         | Huile sur panneau 69 × 47 cm (central) 69,5 × 17,3 cm (chaque volet)                                                                               | Kunsthistorisches Museum, Vienne |
|         | Triptyque de Chicago                                                 | 1485                         | Huile sur panneau 35 × 26 cm (chaque volet) | Art Institute of Chicago |
|         | Triptyque des vanités terrestres et du salut divin (ouvert)          | 1485                         | Huile sur panneau 22 × 13 cm (chaque volet) | Musée des beaux-arts de Strasbourg |
|         | Triptyque des vanités terrestres et du salut divin (revers)          | 1485                         | Huile sur panneau 22 × 15 cm (chaque volet) | Musée des beaux-arts de Strasbourg |
|         | Diptyque de Maarten van Nieuwenhove                                  | 1487                         | Huile sur panneau 44 × 33 cm (chaque volet) | Musée Memling, Bruges |
|         | Triptyque Benedetto Portinari                                        | 1487                         | Huile sur panneau 43 × 32 cm (chaque volet) | La Vierge Marie à la Gemäldegalerie. Les volets à la Galleria degli Uffizi, Florence                                                                                     |
|         | Châsse de sainte Ursule                                              | 1489                         | Huile sur panneau 87 × 33 × 91 cm | Musée Memling, Bruges |
|         | Retable de Santa María la Real de Nájera                             | 1489                         | Huile sur panneau 164 × 212 cm (central) + 165 × 230 cm (chaque volet)                                                                             | Musée royal des beaux-arts d'Anvers |
|         | Diptyque Lachovsky-Bardi                                             | 1490                         | Huile sur panneau Descente : 54 × 36 cm Saintes femmes : 51 × 40 cm                                                                                | Descente : Groeningemuseum Saintes femmes : Musée d'art de Sao Paulo |
|         | Triptyque de la Résurrection                                         | 1490                         | Huile sur panneau Panneau central : 61,8 × 44,6 cm, panneaux latéraux : 61,8 × 18,5 cm.                                                            | Musée du Louvre |
|         | Triptyque Greverade (ouvert)                                         | 1491                         | Huile sur panneau 205 × 300 cm | Musée Sainte-Anne, Lübeck |
|         | Triptyque Greverade (à moitié fermé)                                 | 1491                         | Huile sur panneau 205 × 75 cm (chaque panneau) | Musée Sainte-Anne, Lübeck |

## Épisodes bibliques
| Image | Titre                               | Date              | Support et technique Dimensions          | Lieu d’exposition                  | Ville        | Pays       |
| ----- | ----------------------------------- | ----------------- | ---------------------------------------- | ---------------------------------- | ------------ | ---------- |
|       | La Mère de Dieu avec le Christ mort | 1475              | Huile sur panneau 27 × 19 cm             | National Gallery of Victoria       | Melbourne    | Australie  |
|       | Nativité                            | 1470-1472         | Huile sur panneau 28,6 × 21,3 cm         | Musée des arts appliqués (Cologne) | Cologne      | Allemagne  |
|       | Déploration du Christ               | 1475-1480         | Huile sur panneau 68 × 53 cm             | Galerie Doria-Pamphilj             | Rome         | Italie     |
|       | Allégorie de la chasteté            | 1479-1480         | Huile sur panneau 38,3 × 31,9 cm         | Musée Jacquemart-André             | Paris        | France     |
|       | L'Annonciation                      | 1482              | Huile sur panneau 79 × 55 cm             | Metropolitan Museum of Art         | New York     | États-Unis |
|       | Le Christ à la colonne              | 1485-1490         | Huile sur panneau 58,8 × 34,3 cm         | Colección Mateu                    | Barcelone    | Espagne    |
|       | Bethsabée au bain                   | 1485              | Tempera et huile sur panneau 191 × 84 cm | Staatsgalerie (Stuttgart)          | Stuttgart    | Allemagne  |
|       | Buste de Marie                      | Fin du XVe siècle | Huile sur panneau 29,2 × 24,8 cm         | Philadelphia Museum of Art         | Philadelphie | États-Unis |

## Vierge Marie, le Christ et des saints

### Vierge, Christ et saints
| Image | Titre                                                    | Date      | Support et technique Dimensions  | Lieu d’exposition                        | Ville     | Pays       |
| ----- | -------------------------------------------------------- | --------- | -------------------------------- | ---------------------------------------- | --------- | ---------- |
|       | Christ à la couronne d'épines                            | 1470      | Huile sur panneau 52 × 32 cm     | Palazzo Bianco                           | Gênes     | Italie     |
|       | Vierge à l'Enfant avec saint Antoine abbé et un donateur | 1472      | Huile sur panneau 93 × 55 cm     | National Gallery of Canada               | Ottawa    | Canada     |
|       | Le Martyre de saint Sébastien                            | 1472      | Huile sur panneau 67 × 68 cm     | Musées royaux des beaux-arts de Belgique | Bruxelles | Belgique   |
|       | Christ bénissant                                         | 1478      | Huile sur panneau 38,1 × 28,2 cm | Norton Simon Museum                      | Pasadena  | États-Unis |
|       | L'archange Michel                                        | 1479      | Huile sur panneau 37 × 16 cm     | Collection Wallace                       | Londres   | Angleterre |
|       | Ange tenant un rameau d'olivier                          | 1480      | Huile sur panneau 16 × 10 cm     | Musée du Louvre                          | Paris     | France     |
|       | Mater Dolorosa                                           | 1480      | Huile sur panneau 51 × 33,5 cm   | Galerie des Offices                      | Florence  | Italie     |
|       | Christ bénissant                                         | 1481      | Huile sur panneau 45 × 35 cm     | Musée des beaux-arts de Boston           | Boston    | États-Unis |
|       | Saint Jérôme pénitent                                    | 1485-1490 | Huile sur panneau 86,5 × 58 cm   | Kunstmuseum (Bâle)                       | Bâle      | Suisse     |
|       | Saint Jérôme et le lion                                  | 1485-1490 | Huile sur panneau 37,5 × 24 cm   | Collection privée                        |           |            |

### Vierge à l'Enfant
| Image | Titre             | Date | Support et technique Dimensions  | Lieu d’exposition                         | Ville     | Pays       |
| ----- | ----------------- | ---- | -------------------------------- | ----------------------------------------- | --------- | ---------- |
|       | Vierge allaitant  | 1467 | Huile sur panneau 40 × 29 cm     | Musées royaux des beaux-arts de Belgique  | Bruxelles | Belgique   |
|       | Vierge à l'Enfant | 1475 | Huile sur panneau 37,5 × 27,5 cm | National Gallery                          | Londres   | Angleterre |
|       | Vierge allaitant  | 1475 | Huile sur panneau 17,5 cm        | Metropolitan Museum of Art                | New York  | États-Unis |
|       | Vierge allaitant  | 1478 | Huile sur panneau 34,4 × 23,8 cm | Cleveland Museum of Art                   | Cleveland | États-Unis |
|       | Vierge à l'Enfant | 1478 | Huile sur panneau 44,5 × 32 cm   | Museu Nacional de Arte Antiga de Lisbonne | Lisbonne  | Portugal   |
|       | Vierge à l'Enfant | 1490 | Huile sur panneau 24,5 × 17,8 cm | Metropolitan Museum of Art                | New York  | États-Unis |
|       | Vierge à l'Enfant | 1490 | Huile sur panneau 43 × 36 cm     | Aurora Art Fund                           | Bucarest  | Roumanie   |
|       | Vierge allaitant  | 1490 | Huile sur panneau 18,5 cm        | Collection privée                         |           |            |

### Vierge à l'Enfant trônant
| Image | Titre                                                                                      | Date      | Support et technique Dimensions  | Lieu d’exposition           | Ville                  | Pays       |
| ----- | ------------------------------------------------------------------------------------------ | --------- | -------------------------------- | --------------------------- | ---------------------- | ---------- |
|       | Vierge à l'Enfant entre deux anges musiciens                                               | 1465-1467 | Huile sur panneau 75,4 × 52,3 cm | Nelson-Atkins Museum of Art | Kansas City (Missouri) | États-Unis |
|       | Vierge à l'Enfant entre deux anges musiciens                                               | 1479      | Huile sur panneau 58,8 × 48 cm   | National Gallery of Art     | Washington             | États-Unis |
|       | Le Mariage mystique de sainte Catherine                                                    | 1479      | Huile sur panneau 67 × 72 cm     | Metropolitan Museum of Art  | New York               | États-Unis |
|       | Vierge à l'Enfant trônant avec un ange                                                     | 1480 nv   | Huile sur panneau 66 × 46,5 cm   | Gemäldegalerie (Berlin)     | Berlin                 | Allemagne  |
|       | Vierge à l'Enfant trônant avec saint George et un donateur                                 | 1480      | Huile sur panneau 54,2 × 37,4 cm | National Gallery            | Londres                | Angleterre |
|       | Vierge à l'Enfant trônant                                                                  | 1480-1490 | Huile sur panneau 81 × 55 cm     | Gemäldegalerie (Berlin)     | Berlin                 | Allemagne  |
|       | Vierge à l'Enfant dans un jardin de roses entourée de deux anges                           | 1480-1490 | Huile sur panneau 36 × 26 cm     | Musée du Prado              | Madrid                 | Espagne    |
|       | Vierge à l'Enfant entre deux anges                                                         | 1485-1490 | Huile sur panneau 68,2 × 51,5 cm | collection Ralph S. Clarke  | Haywards Heath         | Angleterre |
|       | La Vierge à l'Enfant entre saint Jacques et saint Dominique ou La Vierge de Jacob Floreins | 1488-1490 | Huile sur panneau 130 × 160 cm   | Musée du Louvre             | Paris                  | France     |
|       | La Vierge à l'Enfant avec deux anges musiciens                                             | 1490      | Huile sur panneau 57 × 42 cm     | Musée des Offices           | Florence               | Italie     |

## Portraits

### Portraits en diptyque
| Image                                               | Titre                                        | Date      | Support et technique Dimensions  | Lieu d’exposition                                                                     | Ville                   |
| --------------------------------------------------- | -------------------------------------------- | --------- | -------------------------------- | ------------------------------------------------------------------------------------- | ----------------------- |
| portrait de l'homme âgé · portrait de la femme âgée | Portraits de deux personnes âgées            | 1470      | Huile sur panneau 35 × 29 cm     | Staatliche Museen (Homme) ---- Musée du Louvre (Femme)                                | Berlin ---- Paris       |
| Portrait d'un couple                                | Diptyque de Tommaso Portinari et de sa femme | 1470      | Huile sur panneau 44,1 × 33,7 cm | Metropolitan Museum of Art                                                            | New York                |
| Portrait d'un couple                                | Willem Moreel et Barbara van Vlaenderberch   | 1472-1475 | Huile sur panneau 37 × 27 cm     | Musées royaux des beaux-arts de Belgique                                              | Bruxelles               |
|                                                     | Jeune homme priant Vase de fleurs (revers)   | 1485      | Huile sur panneau 29,2 × 22,5 cm | Musée Thyssen-Bornemisza                                                              | Madrid                  |
|                                                     | Portrait d'une jeune mariée et deux chevaux  | 1485-1490 | Huile sur panneau 43 × 18 cm     | Metropolitan Museum of Art (la mariée) ---- Musée Boymans-van Beuningen (les chevaux) | New York ---- Rotterdam |
|                                                     | Portraits de deux donateurs                  | 1475-1480 | Huile sur panneau 44,5 × 32 cm   | Musée national d'art de Roumanie                                                      | Bucarest                |

### Portraits individuels
| Image | Titre                                                                          | Date      | Support et technique Dimensions  | Lieu d’exposition                               | Ville                        |
| ----- | ------------------------------------------------------------------------------ | --------- | -------------------------------- | ----------------------------------------------- | ---------------------------- |
|       | Portrait de l'homme au bonnet rouge                                            | 1465-1470 | Huile sur panneau 41,8 × 30,6 cm | Städel                                          | Francfort-sur-le-Main        |
|       | Portrait d'une femme âgée                                                      | 1468-1470 | Huile sur panneau 25,6 × 17,7 cm | Museum of Fine Arts                             | Houston                      |
|       | Portrait d'un homme                                                            | 1470      | Huile sur panneau 33,5 × 23,2 cm | Collection Frick                                | New York                     |
|       | Antoine bâtard de Bourgogne                                                    | 1470      | Huile sur panneau 45 × 35,5 cm   | Musée Condé                                     | Chantilly                    |
|       | Jacques de Savoie                                                              | 1470      | Huile sur panneau 34,7 × 25 cm   | Kunstmuseum,                                    | Bâle                         |
|       | Portrait de Gilles Joye                                                        | 1472      | Huile sur panneau 30,5 × 22,5 cm | Clark Art Institute                             | Williamstown (Massachusetts) |
|       | Portrait d'homme                                                               | 1472      | Huile sur panneau 35,3 × 25,7 cm | Musées royaux des beaux-arts de Belgique        | Bruxelles                    |
|       | Portrait de l'homme à l'œillet                                                 | 1475      | Huile sur panneau 27,3 × 38,1 cm | Pierpont Morgan Library                         | New York                     |
|       | Portrait d'un jeune homme en prière                                            | 1475      | Huile sur panneau 39 × 25 cm     | National Gallery                                | Londres                      |
|       | Portrait d'un homme âgé                                                        | 1475      | Huile sur panneau 25,4 × 18,4 cm | Metropolitan Museum of Art                      | New York                     |
|       | L'Homme à la monnaie romaine                                                   | 1477-1479 | Huile sur panneau 29 × 22 cm     | Musée des beaux-arts d'Anvers                   | Anvers                       |
|       | Portrait de l'homme à la cordelette dorée                                      | 1478-1480 | Huile sur panneau 31,8 × 27,1 cm | Royal Collection                                | Château de Windsor           |
|       | Portrait de l'homme à la flèche                                                | 1478-1480 | Huile sur panneau 31,9 × 25,8 cm | National Gallery of Art                         | Washington                   |
|       | Jeune homme priant                                                             | 1478-1480 | Huile sur panneau 31,9 × 25,8 cm | Upton House                                     | Banbury                      |
|       | Portrait d'un homme de la famille Lespinette ou Homme priant devant un paysage | 1480      | Huile sur panneau 30 × 22 cm     | Mauritshuis                                     | La Haye                      |
|       | Portrait de l'homme au col de fourrure tacheté                                 | 1480      | Huile sur panneau 26 × 20 cm     | Gallerie dell'Accademia de Venise               | Venise                       |
|       | Portrait d'homme                                                               | 1480      | Huile sur panneau 40 × 23 cm     | Musée des beaux-arts de Montréal                | Montréal                     |
|       | Portrait de jeune femme (Sibylle Sambetha)                                     | 1480      | Huile sur panneau 38 × 26,5 cm   | Memling in: Ancien hôpital Saint-Jean de Bruges | Bruges                       |
|       | Jeune homme devant un paysage                                                  | vers 1480 | Huile sur panneau 38 × 27 cm     | Musée des Offices                               | Florence                     |
|       | Jeune homme à la galerie                                                       | 1480      | Huile sur panneau 40 × 28 cm     | Metropolitan Museum of Art                      | New York                     |
|       | Homme à la lettre                                                              | 1485-1489 | Huile sur panneau 35 × 25 cm     | Musée des Offices                               | Florence                     |
|       | Portrait d'un jeune homme                                                      | 1490      | Huile sur panneau 35 × 26 cm     | Musée des Offices                               | Florence                     |
|       | Portrait de Jacob Obrecht (aujourdhui attribué à Quentin Metsys)               | 1496      | Huile sur panneau 40 × 23 cm     | Kimbell Art Museum                              | Fort Worth, Texas            |
|       | Portrait d'une jeune femme                                                     | ?         | Huile sur panneau 23,2 × 18,4 cm | Metropolitan Museum of Art                      | New York                     |